# 阿尔弗雷德·泰尼策
阿尔弗雷德·泰尼策（德語：Alfred Teinitzer，1929年7月29日—2021年4月20日），奥地利男子足球运动员，场上位置是中场。他曾代表奥地利国家队参加1954年国际足联世界杯，结果队伍获得第三名。